# Sandi Thom
Alexandria „Sandi“ Thom (* 11. August 1981 in Banff) ist eine britische Singer-Songwriterin. Ihr bekanntester Song ist I Wish I Was a Punk Rocker (With Flowers in My Hair).

## Leben und Karriere
Bekannt wurde die Schottin Sandi Thom durch eine besondere Aktion. Anfang des Jahres 2006 spielte sie drei Wochen lang täglich in ihrer Wohnung im Londoner Stadtteil Tooting, zeichnete die Auftritte auf und übertrug sie ins Internet. Diese 21 Nights from Tooting wurden von der Presse aufgegriffen und schnell populär.
Eine große Plattenfirma nahm sie daraufhin unter Vertrag und brachte ihre Debütsingle I Wish I Was a Punk Rocker (With Flowers in My Hair) heraus. Die Single wurde international zu einem großen Erfolg. Neben Platz 1 in Großbritannien, Irland und Australien erreichte sie unter anderem auch die Top 10 in Schweden, Frankreich und Neuseeland. Das folgende Debütalbum Smile... It Confuses People belegte in ihrer Heimat ebenfalls die Chartspitze und verkaufte sich weltweit über 700.000-mal. Die zweite Single What If I’m Right wurde nur noch in den englischsprachigen Ländern wahrgenommen. Ihr zweites Album The Pink & the Lily (eine Anspielung auf Lily the Pink) erschien zwei Jahre später. Zwar war der Song The Devil’s Beat noch ein kleinerer Erfolg, trotzdem floppte das Album. Das folgende Album Merchants and Thieves (2010) erreichte die Charts nicht. 
Bis 2012 hatte Thom eine langjährige Beziehung mit dem US-amerikanischen Gitarristen und Gesangskollegen Joe Bonamassa. Seit 2015 ist sie mit dem Model Matt Benson verheiratet und bekam im März 2016 einen gemeinsamen Sohn.

## Diskografie (Auswahl)

### Alben
- 2006: Smile... It Confuses People
- 2008: The Pink & the Lily
- 2010: Merchants and Thieves
- 2012: Flesh and Blood
- 2013: The Covers Collection
- 2019: Ghosts

### Singles
- 2006: I Wish I Was a Punk Rocker (With Flowers in My Hair)
- 2006: What If I’m Right
- 2007: Lonely Girl
- 2007: Little Remedy
- 2008: Devil’s Beat

## Auszeichnungen für Musikverkäufe
| Silberne Schallplatte - Frankreich - 2007: für das Album Smile... It Confuses People Goldene Schallplatte - Australien - 2006: für das Album Smile... It Confuses People - Neuseeland - 2006: für das Album Smile... It Confuses People - Schweden - 2006: für die Single I Wish I Was a Punk Rocker (With Flowers in My Hair) | Platin-Schallplatte - Irland - 2006: für das Album Smile... It Confuses People 2× Platin-Schallplatte - Australien - 2007: für die Single I Wish I Was a Punk Rocker (With Flowers in My Hair) |

Anmerkung: Auszeichnungen in Ländern aus den Charttabellen bzw. Chartboxen sind in ebendiesen zu finden.
| Land/RegionAuszeichnungen für Musikverkäufe (Land/Region, Auszeichnungen, Verkäufe, Quellen) | Silber  | Gold     | Platin     | Verkäufe | Quellen                   |
| -------------------------------------------------------------------------------------------- | ------- | -------- | ---------- | -------- | ------------------------- |
| Australien (ARIA)                                                                            | —       | Gold1    | 2× Platin2 | 175.000  | aria.com.au               |
| Frankreich (SNEP)                                                                            | Silber1 | —        | —          | 35.000   | infodisc.fr               |
| Irland (IRMA)                                                                                | —       | —        | Platin1    | 15.000   | irishcharts.ie            |
| Neuseeland (RMNZ)                                                                            | —       | Gold1    | —          | 7.500    | aotearoamusiccharts.co.nz |
| Schweden (IFPI)                                                                              | —       | Gold1    | —          | 10.000   | ifpi.se                   |
| Vereinigtes Königreich (BPI)                                                                 | —       | Gold1    | Platin1    | 700.000  | bpi.co.uk                 |
| Insgesamt                                                                                    | Silber1 | 4× Gold4 | 4× Platin4 |          |                           |